# New Town (North Dakota)
New Town bzw. "neetuhčipiriínu" oder "Awadihiraash" in der Sprache verschiedener Eingeborenenstämme, ist eine Stadt mit dem Status City des Mountrail County im US-amerikanischen Bundesstaat North Dakota. New Town ist die größte Stadt und Verwaltungszentrum innerhalb des Fort Berthold Indianerreservates.

## Geographie
In einer Entfernung von rund 170 Kilometern befindet sich die Hauptstadt des Bundesstaates Bismarck in südöstlicher Richtung. Die Entfernung zur westlich gelegenen Stadt Williston beträgt 80 Kilometer. Der Lake Sakakawea tangiert die Stadt im Westen. Die Verbindungsstraßen North Dakota Highway 23 und North Dakota Highway 1804 führen durch die Stadt. 90 Kilometer nördlich beginnt die kanadische Provinz Saskatchewan.

## Geschichte
Die Stadt wurde 1953 gegründet und bildete sich aus den bisherigen Städten Sanish und Van Hook, als diesen wegen der Errichtung eines Staudamms am Lake Sakakawea die Überflutung drohte. Nachdem festgestellt wurde, dass sich im Gestein in der geologisch bedeutsamen Bakken-Formation unter der Stadt riesige Öl- und Gasvorräte befinden, begann ein dem Goldrausch vergangener Zeiten vergleichbarer Fracking-Boom in der Gegend. Öl und Gas können nach dem Hydraulic-Fracturing-Verfahren (Fracking) gewonnen werden. Dieser Boom brachte zwar einen gewissen wirtschaftlichen und finanziellen Aufschwung für die Region, hat aber auch viele negative Auswirkungen auf New Town, da Straßenverkehr und Kriminalität stark anwuchsen, die Lebensqualität eingeschränkt wurde und Auswirkungen auf die Umwelt nicht abschätzbar sind.

## Demographie
Im Jahr 2011 wurde eine Einwohnerzahl von 1941 Personen ermittelt, was einen Anstieg um 42 % gegenüber dem Jahr 2000 bedeutet. Das Durchschnittsalter der Bewohner lag im Jahr 2011 mit 30,2 Jahren deutlich unter dem Durchschnittswert von North Dakota, der 44,8 Jahre betrug. 74 % der Einwohner gehörten zu diesem Zeitpunkt verschiedenen Indianerstämmen an. Der starke Anstieg der Einwohnerzahl und das geringe Durchschnittsalter deuten darauf hin, dass viele neue Arbeitsplätze im Bereich des Frackings entstanden sind.